# Guatavita
Guatavita es un municipio colombiano del departamento de Cundinamarca, ubicado en la Provincia del Guavio, a 53 kilómetros al Nororiente de Bogotá. 
Se encuentra a una altitud media de 2668 m s. n. m. y tiene una temperatura media anual de 13.2 °C, con una precipitación de 932 mm.

## Toponimia

### Origen lingüístico[4]
- Familia lingüística: Chibcha
- Lengua: Muysccubun

### Significado
El topónimo «Guatavita» significa, en muysccubun (idioma muisca), «fin de la labranza», o «punto de la sierra». Guatavita presenta los vocablos gua "cerro, cordillera", ta "dominio, labranza", vita "cumbre, terminación".

### Origen / Motivación
El nombre Guatavita se ha mantenido desde el proceso de conquista y colonización española hasta la actualidad, Guatavita era el nombre con que se conocía uno de los sitios más importantes en la cultura Muisca, distinguido como fuerte militar y religioso, quiene produjeron joyas y diferentes ofrendas para las ceremonias rituales. En el periodo de la Conquista, esta región era reconocida como la más vasta, rica y poderosa de toda la altiplanicie.
En la época precolombina, Guatavita era el segundo zybyn (clan) más importante del Zipazgo, después del de Bacatá. También era la capital religiosa del Zipazgo, puesto que en la Laguna de Guatavita se celebraba la ceremonia que dio origen a la leyenda de El Dorado.

### Nombres históricos
- Guatafita (época precolombina)

## Geografía

### Límites municipales
Guatavita está delimitada por los siguientes municipios:
| Noroeste: Gachancipá y Sesquilé (Embalse del Tominé) | Norte: Sesquilé                             | Nordeste: Machetá          |
| Oeste: Tocancipá                                     |                                             | Este: Gachetá              |
| Suroeste: Tocancipá y Guasca                         | Sur: Guasca (Río Gachetá, Vía Guasca-Sueva) | Sureste: Junín (Río Sueva) |

### División política
El municipio de Guatavita está integrado por el casco urbano y quince veredas, así: Amoladero, Carbonera Alta, Carbonera Baja, Chaleche, Choche, Corales, Guandita, Hatillo, Montecillo, Monquentiva, Potreritos, Potrero Largo, Santa María, Tominé de Blancos y Tominé de Indios

## Historia

### Época precolombina

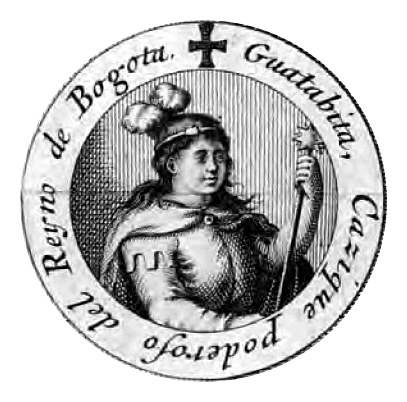
Cacique de Guatavita.

En la época precolombina, Guatavita era el segundo zybyn (clan) más importante del Zipazgo, después del de Bacatá. También era la capital religiosa del Zipazgo, puesto que en la Laguna de Guatavita se celebraba la ceremonia que dio origen a la leyenda de El Dorado. 
El pueblo originario de Guatavita estaba asentado al pie del cerro de Montesillo, a cuyo alrededor estaban las capitanías de Chaleche, Tuneche y Tuminé; la principal industria era la orfebrería, en la que sus habitantes sobresalieron como los mejores entre los muiscas. 

#### Primera rebelión contra Saguamanchica
Tiempo después de finalizada la Batalla de Pasca, el Zibyntyba (Cacique) de Guatavita, se rebeló contra el Zipa Saguamanchica, pues consideraba que el poderío de Guatavita no era inferior al de Bacatá, y que Saguamanchica estaba asumiendo una actitud autoritaria que Guatavita no estaba dispuesto a soportar. Declaró la guerra y partió con su ejército con la intención de invadir Funza, capital del Zipazgo. Sin embargo, Saguamanchica no sólo resistió el ataque, sino que persiguió al Guatavita de regreso a sus dominios, que fueron invadidos por el Zipa. Guatavita sufrió dos derrotas importantes durante ese tiempo, por lo que el Cacique se decidió a pedirle ayuda al Zaque Michuá, puesto que hasta entonces se consideraba que incluso el Zipa debía someterse a la autoridad del Zaque.

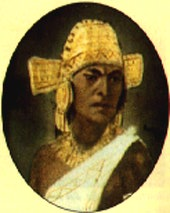
El Zipa Saguamanchica.

Al enterarse el Zaque de lo ocurrido, envió un emisario a Saguamanchica con el mensaje de que se presentara de inmediato en Hunza (hoy Tunja), capital del Zacazgo, para que rindiera cuentas de su conducta. Saguamanchica se burló abiertamente del mensaje enviado por el Zaque, e incluso maltrató al emisario. Cuando el Zaque supo lo ocurrido, formó un ejército de cuarenta mil güechas (guerreros muiscas) y se dirigió a Bacatá. Sin embargo, al enterarse de que el Zipa estaba reuniendo un ejército aún más numeroso, apoyado principalmente por el Cacique de Sopó, Michuá decidió dar media vuelta y regresar a Hunza, renunciando de este modo a la batalla .

#### Segunda rebelión contra Saguamanchica
Pasado un tiempo después de la primera rebelión, el Cacique de Guatavita volvió a rebelarse contra el Zipa Saguamanchica, y decidió invadir Chía y Cajicá, ayudado por tropas enviadas por el Zaque. Saguamanchica tuvo que abandonar el asedio que en ese momento hacía contra Ubaque y partir de inmediato para intentar sofocar la rebelión.
El Zipa dividió su ejército en dos cuerpos para luchar simultáneamente contra Guatavita y contra los panches, que habían invadido Tena y Zipacón. Sin embargo, la expulsión de los panches no fue posible sino hasta después de dieciséis años de continuas batallas. Cuando hubo pacificado estas provincias, el Zipa juntó todo su ejército en Sopó, donde logró reunir un total de cincuenta mil güechas, con los que se dirigió hacia Guatavita, donde el Cacique no pudo ofrecer ninguna resistencia ante la superioridad numérica de su enemigo.

#### Nemequene somete a Guatavita
Después de la muerte del Zipa Saguamanchica, Nemequene, el nuevo Zipa de Bacatá, ideó una estratagema para lograr el sometimiento definitivo del Cacique de Guatavita.
Guatavita era una región conocida por poseer los mejores orfebres, por lo que de todas partes de la Confederación Muisca se solicitaban los servicios de estos artesanos. Sin embargo, para evitar el despoblamiento, Guatavita tenía una política migratoria que consistía en que por cada artesano orfebre que enviara a otra región, el solicitante debía retribuir a Guatavita enviando a dos de sus habitantes.

En vista de esto, Nemequene comenzó a solicitar, poco a poco, que le fueran enviados orfebres de Guatavita a Funza, pero en lugar de retribuir con habitantes comunes, enviaba güechas (guerreros muiscas) infiltrados. Para ello, Nemequene se ganó la complicidad del Cacique de Guasca, quien en principio era aliado de Guatavita. 

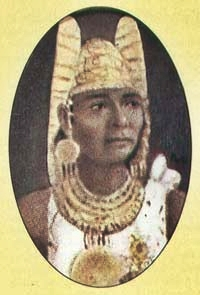
El Zipa Nemequene.

Cuando Nemequene consideró que en Guatavita había suficientes güechas suyos infiltrados, se dirigió con sigilo, acompañado por un pequeño ejército, y una noche, haciendo señas con fuego a los que estaban dentro del cercado de Guatavita (pues esta era la señal convenida), atacó la población desde fuera, mientras los güechas infiltrados atacaban desde el interior. Guatavita fue incendiada y su Cacique asesinado, junto con toda su familia y buena parte de sus súbditos. Nemequene nombró a un hermano suyo como nuevo Cacique de Guatavita y dejó allí una guarnición permanente.

### Nuevo Reino de Granada

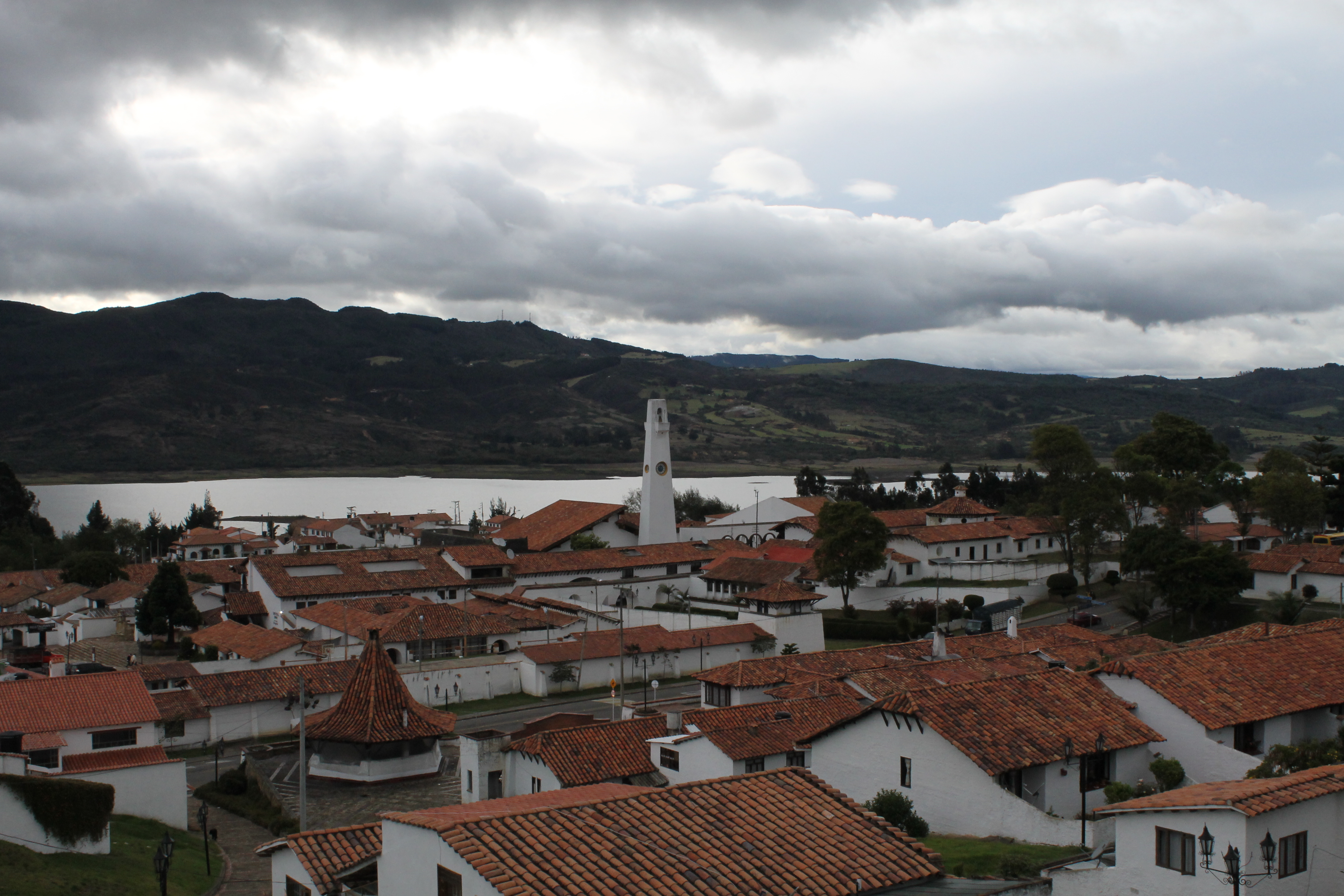
Panorámica de Guatavita.

Conforme a Cédula Real de 1567 se nombró prior para Guatavita a Fray Sebastián de Morales; también se fundó el convento de Guatavita, que se llamó San Pedro Mártir. El priorato duró hasta 1584, año en que quedó como vicaría.
El 18 de marzo de 1593 fue fundado el nuevo pueblo de Guatavita, por el oidor Miguel de Ibarra.
El 27 de septiembre de 1639, siendo cura fray Francisco Chacón de la Orden de Santo Domingo, el oidor Gabriel de Carvajal realizó una visita para ver las tierras y conocer lo adjudicado a los indígenas, en cuya posesión los amparó. El 3 de febrero de 1758 inició visita el oidor Aróstegui y Escoto; para ese momento, la población era de 1.264 habitantes, de los cuales 221 eran tributarios. El censo de vecinos dio 480 personas en 160 familias. El 1 de marzo de 1771, en visita del Corregidor José María Campuzano y Lanz, se empadronaron 1.577 indígenas; de ellos, 333 tributarios. Era cura Juan Tomás de Fresneda y había 214 cabezas de familia de blancos y 1.064 personas. 
Por Cédula Real de 27 de diciembre de 1767, la parroquia fue entregada en 1768 al clero secular, en cambio por la de Chiquinquirá. No se sabe cuándo se erigió en parroquia de blancos.

### Modernidad

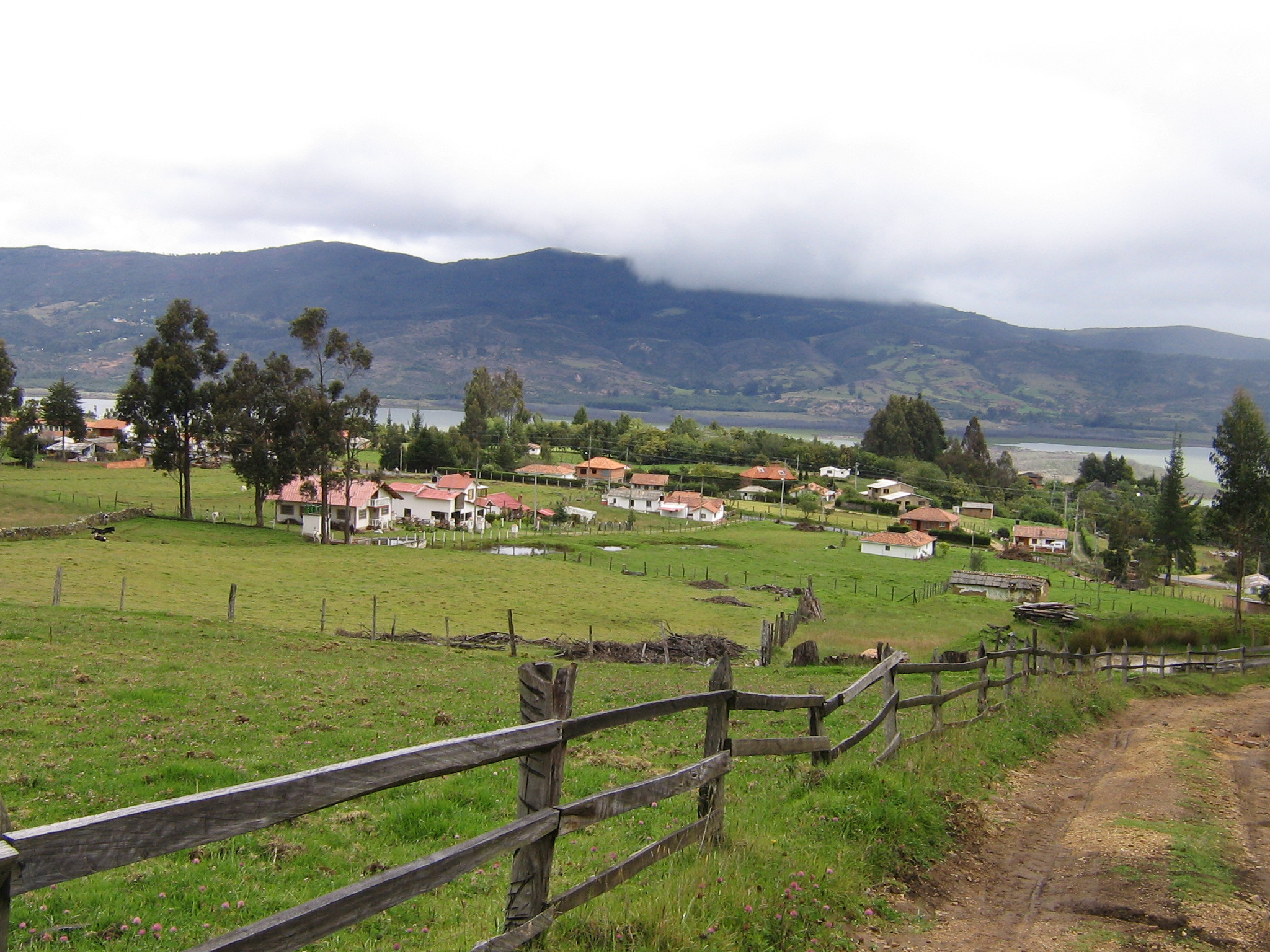
Vista del sector rural de Guatavita.

Desde un principio aparece como capital de Cantón y de provincia hasta 1930, cuando se suprimió esta jerarquía político-administrativa.
El pueblo de Guatavita perduró hasta el 15 de septiembre de 1967, cuando se inundó la cabecera para la regulación de volúmenes de agua del río Bogotá, el control de inundaciones sobre la Sabana de Bogotá, entre otros, razón por la cual la cabecera municipal de Guatavita fue trasladada en 1967 al lugar de su actual ubicación, donde se construyó una población moderna de aspecto colonial. Las ruinas de la cabecera anterior se encuentra actualmente en el sur del fondo del Embalse del Tominé. La construcción del nuevo pueblo comenzó el 14 de noviembre de 1964 por la firma Llorente & Ponce de León Ltda. En agosto de 1967 comenzó la mudanza, aunque el traslado oficial se da el 15 de septiembre de 1967.
El lago que se hizo en el valle del Tominé o Guatavita es el Embalse del Tominé, que abarca los municipios de Guasca y Sesquilé, tiene una longitud de 18 km por 4 de ancho y 38 metros de profundidad, con capacidad para 630 millones de metros cúbicos de agua. El objetivo es regular el volumen de aguas del río Bogotá con relación a las necesidades de la hidroeléctrica del Salto del Tequendama, detener inundaciones de la Sabana y suministrar agua en la planta de Tibitó para el Acueducto de Bogotá.

## Cultura

### Ceremonia de la laguna de Guatavita

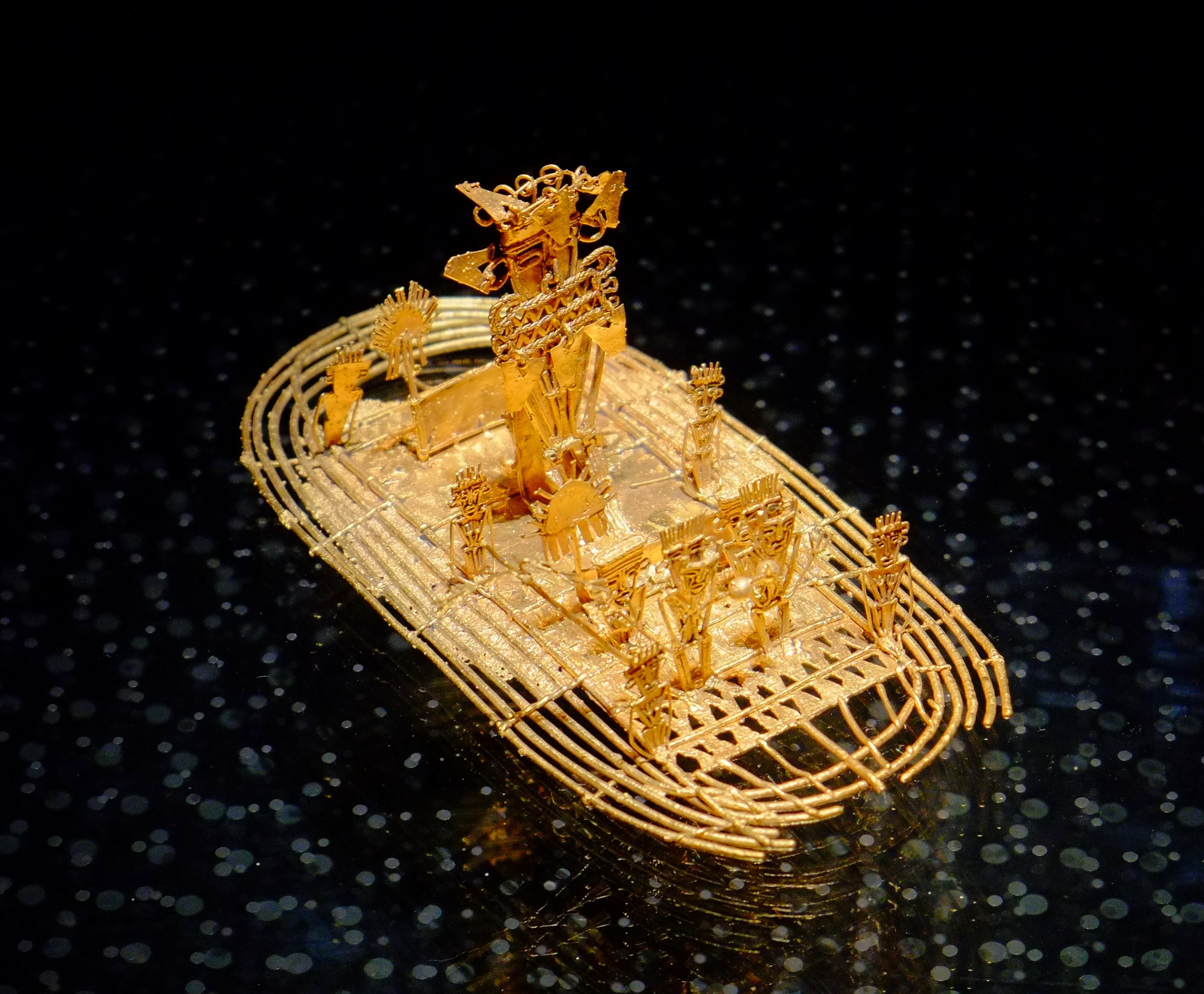
Balsa muisca, figura en oro que representa la ceremonia que tenía lugar en la laguna de Guatavita.

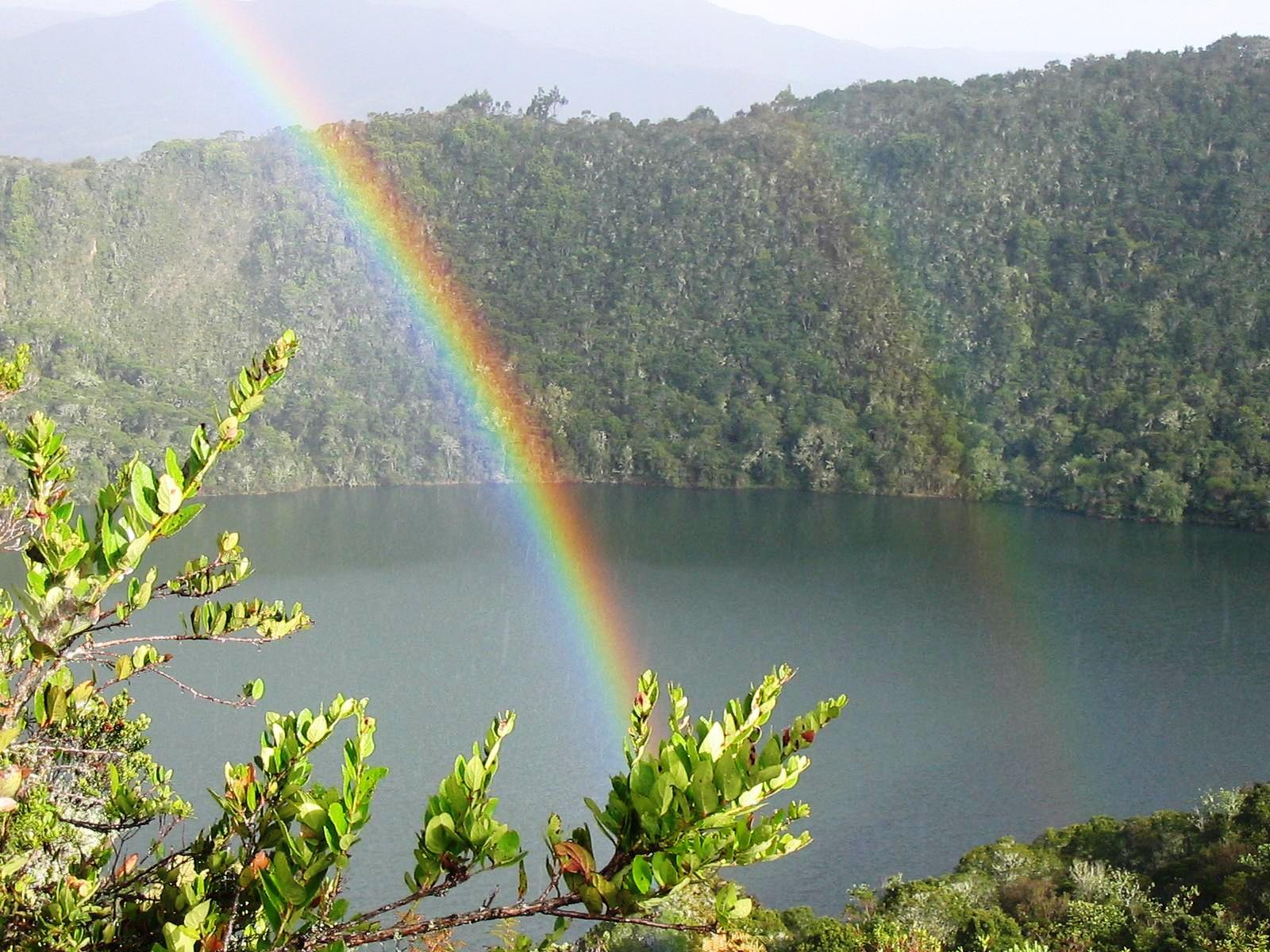
Laguna de Guatavita, ubicada en Sesquilé.

La laguna de Guatavita no se encuentra en Guatavita, sino en Sesquilé, al norte de la cabecera municipal de Guatavita.
La ceremonia muisca de El Dorado tenía lugar en la laguna de Guatavita. En dicha ceremonia, elheredero del trono del Zipazgo tomaba posesión del trono, con lo que adquiría la dignidad de Zipa. La descripción que en 1636 hizo el cronista Juan Rodríguez Freyle en su libro Conquista y Descubrimiento del Nuevo Reino de Granada, más conocido como El carnero, recoge el testimonio de algunos muiscas que habían vivido antes de la llegada de los españoles.
Después del proceso previo por el que tenía que pasar el heredero del trono del Zipazgo, este debía ir a la laguna de Guatavita para ofrendar a los dioses. En la orilla de la laguna estaba preparada una balsa de juncos, aderezada y adornada de manera vistosa. En la balsa había cuatro braseros encendidos en los que se quemaba mucho moque, que era el sahumerio de los muiscas, y trementina, con otros muchos y diversos perfumes. Alrededor de la laguna permanecían, como espectadores, toda la nobleza, los principales gobernantes y muchos vasallos, así como los güechas (guerreros) y los chyquy (sacerdotes), adornados cada uno con sus mejores galas y con muchas antorchas encendidas a la redonda. Cuando llegaba el psihipqua, lo desnudaban completamente, le untaban en todo el cuerpo aceite de trementina y lo espolvoreaban con oro en polvo, de tal manera que su cuerpo quedaba totalmente dorado. 

Luego se subía en la balsa, en la cual iba de pie, y a sus pies ponían un gran montón de tunjos de oro (figurillas que representaban a los dioses) y esmeraldas, como ofrendas para los dioses. En la balsa entraban los cuatro principales uzaques (nobles de sangre pura), también desnudos, y cada cual llevaba su ofrecimiento. Una vez que partía la balsa, muchos hombres que estaban en la orilla comenzaban a tocar instrumentos musicales: cornetas, fotutos, entre otros, y todos los asistentes aclamaban al psihipqua hasta que la balsa llegaba al centro de la laguna. En ese momento, se alzaba una bandera, que hacía la señal para el silencio. Entonces el psihipqua hacía su ofrecimiento a los dioses, arrojando todo el oro y las esmeraldas a la  laguna, y los uzaques que iban con él hacían lo mismo con sus ofrecimientos. Después, el psihipqua se sumergía en el agua para que el oro en polvo se desprendiera también como ofrecimiento a los dioses. Cuando acababan, se bajaba la bandera, que durante el ofrecimiento había permanecido alzada, y partiendo la balsa de nuevo hacia la orilla, se alzaba un griterío con música y danzas alrededor de la laguna, con lo que quedaba investido el nuevo zipa.

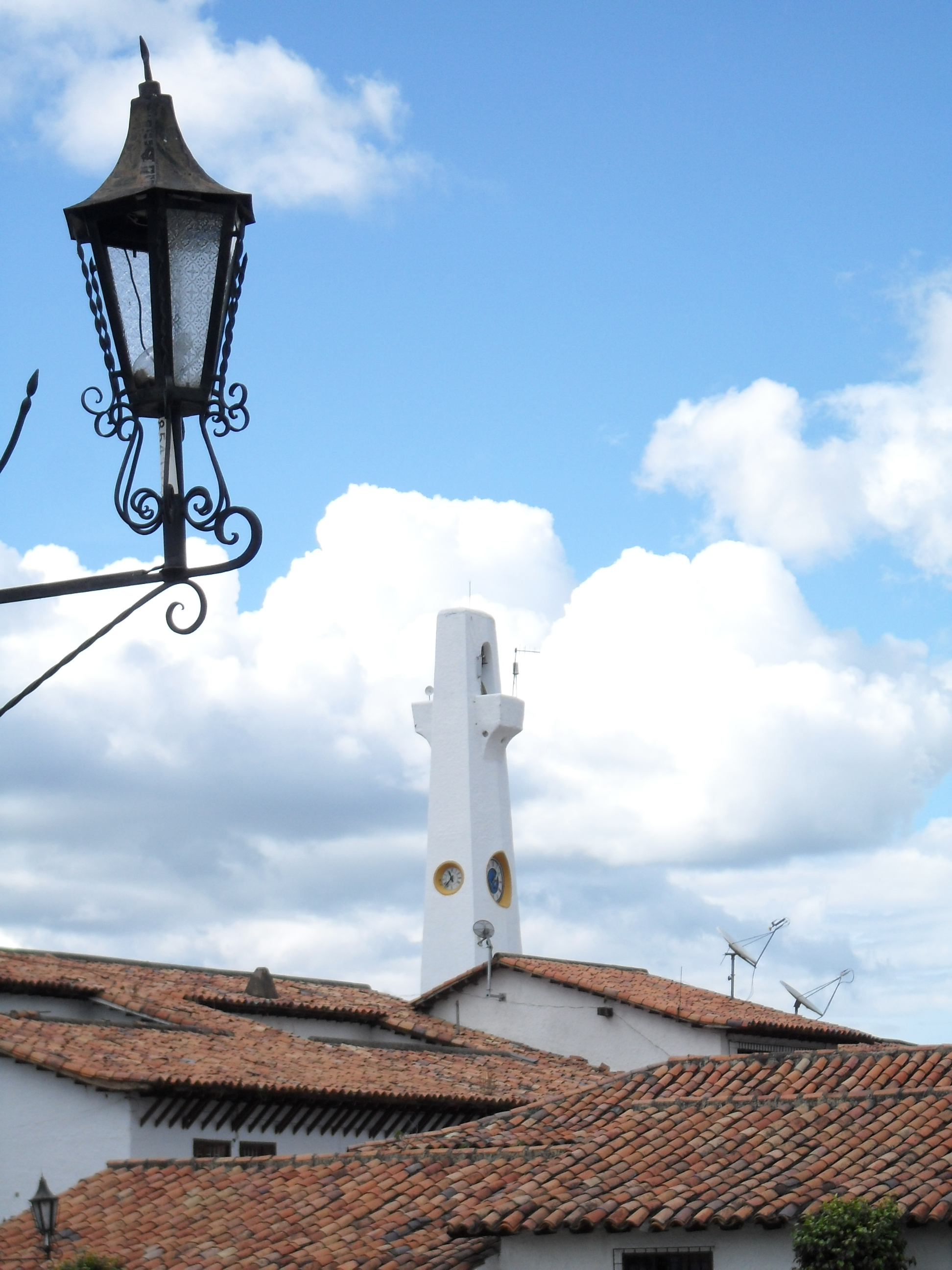
Torre del reloj.

### Mitología guatava
El dragoncillo de la laguna: Según el mito muisca, transmitido por el cronista español Fray Pedro Simón, en la Laguna de Guatavita se hacían ofrecimientos de tunjos de oro y esmeraldas al dios de la laguna, que se aparecía algunas veces en forma de dragoncillo o culebra grande. Para esto, vivían algunos chyquy (sacerdotes muiscas) en unas chozas alrededor de la laguna, desde donde podían vigilar cada vez que el dragoncillo se apareciera, para hacerle las ofrendas que pedía.
La cacica de Guatavita: Fray Pedro Simón también narra el mito de la Cacica de Guatavita, según el cual, antes de que el Zipa Saguamanchica comenzara a someter a su dominio a los demás caciques de la región, dando así forma al Zipazgo, los caciques vivían cada uno en independencia de sus territorios, pero el más respetado era el de Guatavita, al que se consideraba de mejor linaje que los demás.
Sucedió en aquella época que, entre las tygüi (consortes) del cacique, habían una que por su hermosura superaba a las demás, por lo que fue considerada como la güi chyty (primera consorte, o Cacica) de Guatavita. Sin embargo, la Cacica le fue infiel a su esposo con un joven noble, y cuando el Cacique se enteró, mandó empalar al joven, y que le cortasen los genitales. El castigo para la Cacica fue prohibirle participar en las fiestas y banquetes, además de permitir que los súbditos se burlaran de ella en público y la humillaran con malas palabras.
Fue tal la amargura de la Cacica por verse sometida a tantas humillaciones, que decidió quitarse la vida, para lo cual salió un día del cercado, a escondidas, acompañada por una muchacha, servidora suya, que llevaba en sus brazos a una niña pequeña que poco antes había tenido la Cacica con su esposo. Se dirigieron a la laguna, sin ser vistas por los chyquy que la custodiaban, y ordenó entonces la Cacica a la muchacha que arrojara al agua a la niña, y que luego se arrojara ella misma; después, cuando la Cacica vio que las dos se habían ahogado, se lanzó ella misma al agua para ahogarse también. En ese momento, uno de los chyquy alcanzó a ver lo que ocurría, y conociendo a la Cacica, le avisó a los demás y se fue corriendo para decirle al Cacique.

El Cacique partió de inmediato para la laguna, pero al llegar y no ver los cuerpos, que ya se habían hundido, mandó al principal de sus chyquy para que de alguna forma las sacase de la laguna. El chyquy hizo lo que pudo con sus artes mágicas, pero al no obtener ningún resultado, ordenó que encendiesen antorchas alrededor de la laguna, y que luego arrojasen al interior guijarros encendidos, después de lo cual se sumergió desnudo él mismo, hasta que pasado un rato salió diciendo que había hallado a la Cacica viva, junto con la muchacha y la niña, y que estaban viviendo en unas casas hermosísimas de oro, y que la Cacica tenía a dragoncillo, o dios de la laguna, en su falda, y que al decirle el chyquy que su esposo deseaba que volviese con él, ella le había respondido que no quería volver, y que ahora vivía mejor que antes, y que allí criaría a su hija.

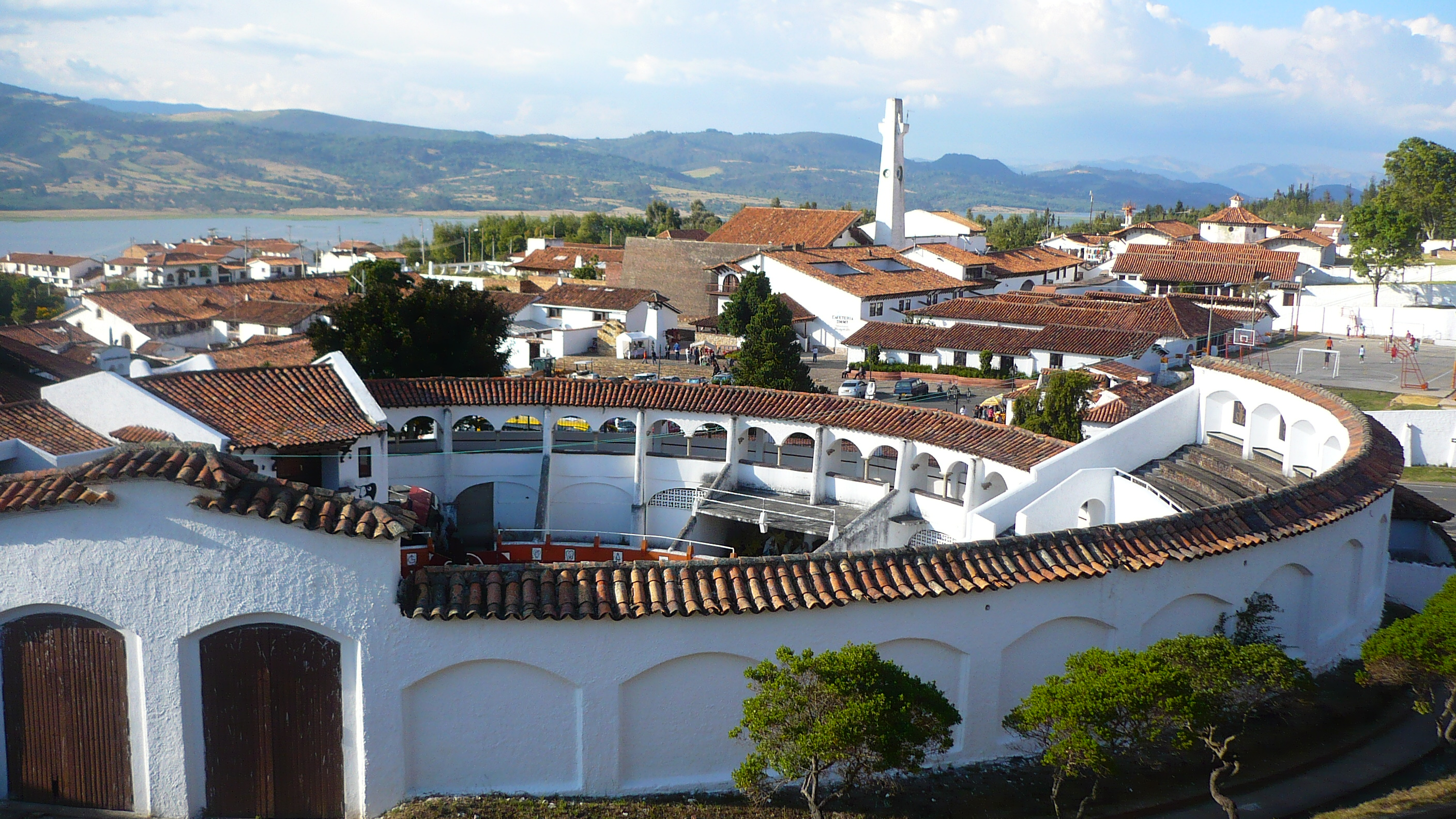
Coliseo de Guatavita.

El Cacique, no contento con esa respuesta, mandó al chyquy a que por lo menos sacase a la niña. Se sumergió entonces el chyquy, pero al salir de nuevo, llevaba en sus brazos a la niña muerta y sin ojos. El chyquy le dijo entonces al Cacique que el dragoncillo le había sacado los ojos y el alma a la niña para impedir que se la llevara a la superficie, pero que si la devolvía al fondo, el dragoncillo le devolvería la vida. Entonces el Cacique desistió de sus intentos y se devolvió a su cercado, aunque nunca pudo alejar la tristeza y melancolía que desde entonces lo embargaron.

## Turismo

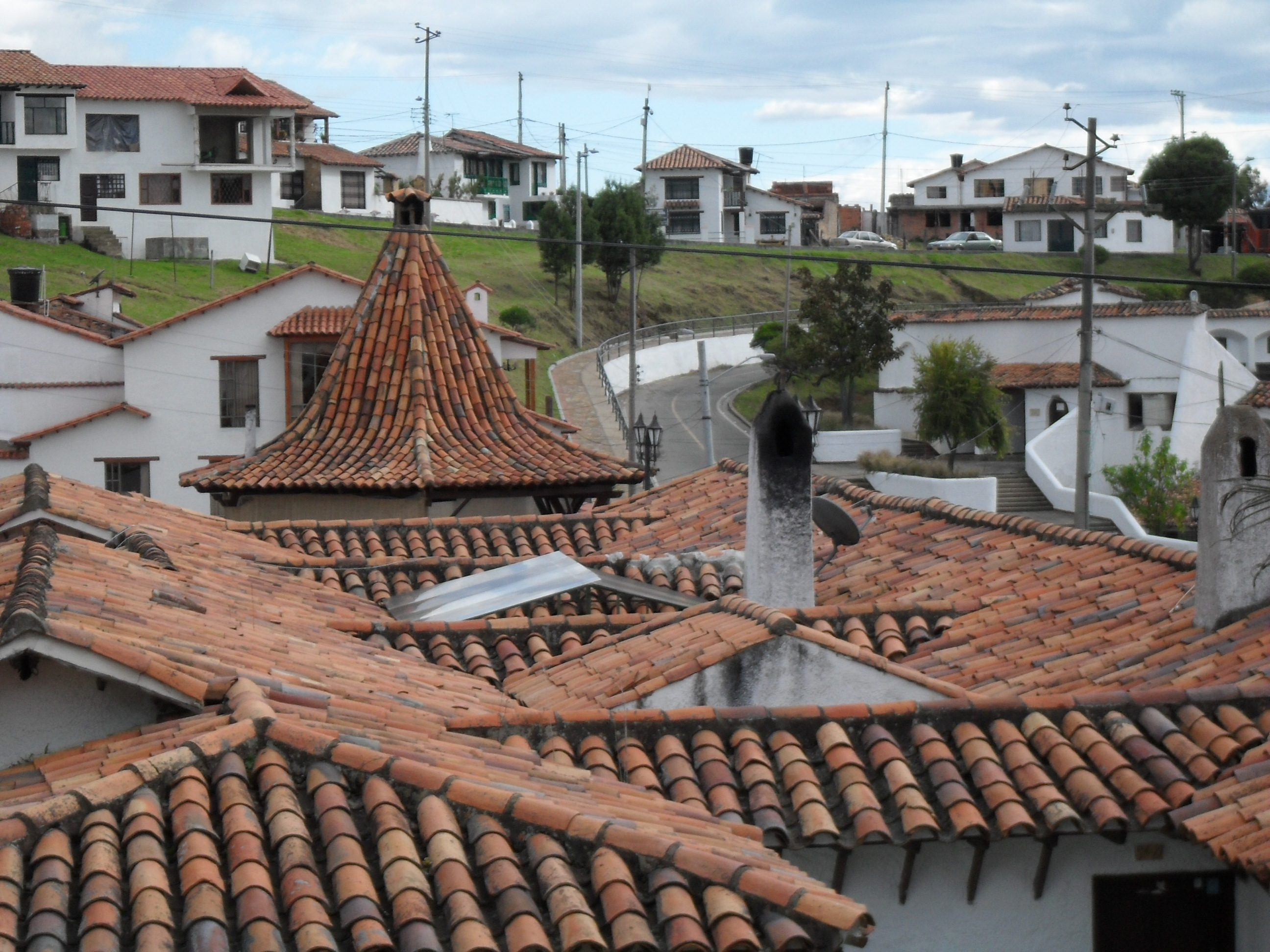
Vista del casco urbano de Guatavita.

### Comidas
- Carnes a la parrilla.
- Postres.
- Platos con cordero.
- Trucha.
- Mazamorra.

### Deportes

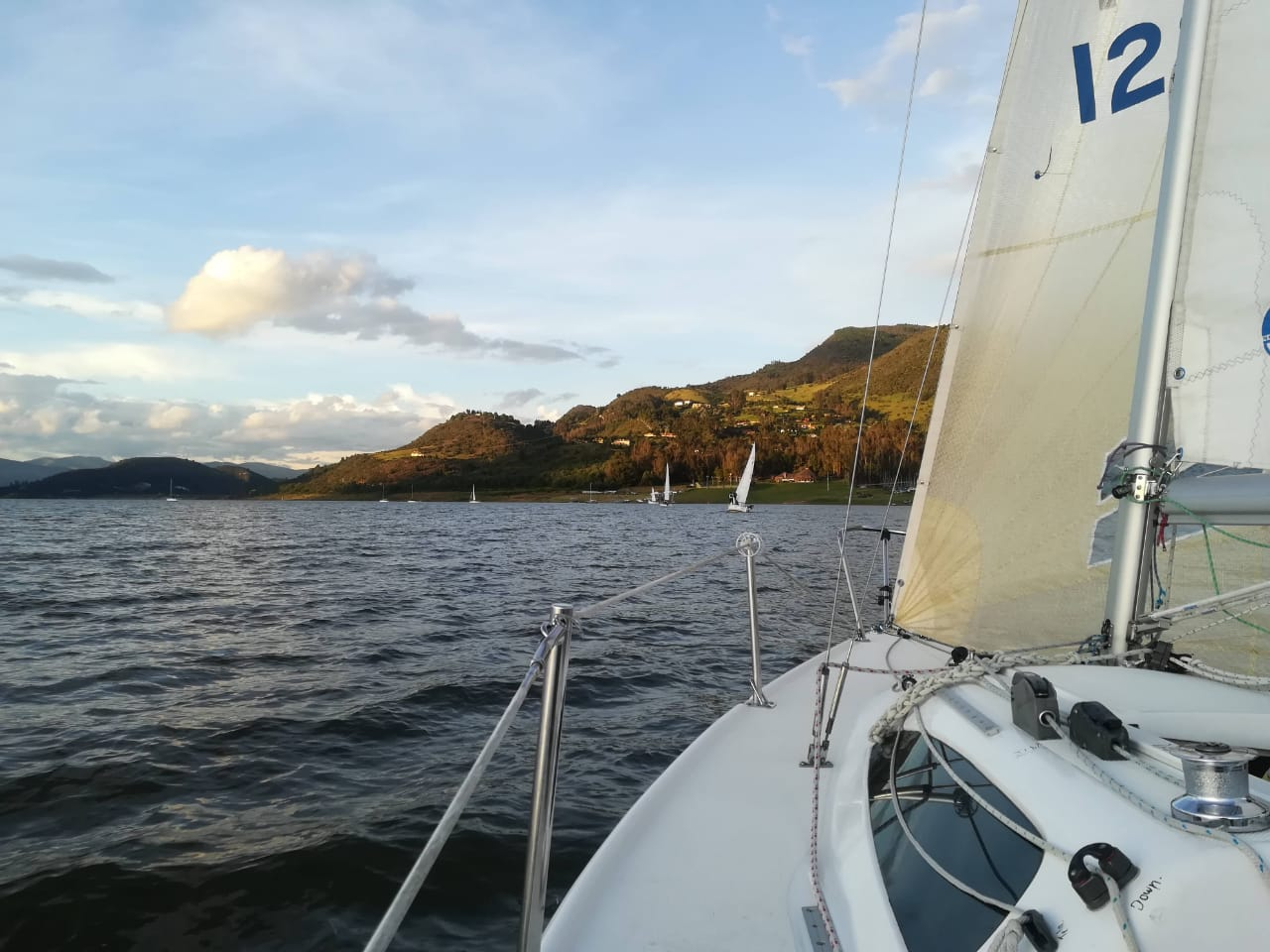
Velero Guatavita Barlovento

- Velero Guatavita BarloventoAjedrez: La escuela de ajedrez es reconocida ampliamente a nivel departamental y nacional por sus múltiples campeonatos obtenidos en el Circuito de Ajedrez de Cundinamarca. Fue campeona en el año 2015, 2018, 2019 y 2020 De igual forma han obtenido múltiples campeonatos nacionales en categorías menores. Además han participado en múltiples competencias internacionales: Panamericano de la juventud en Medellín (2007), Mundial escolar en Brasil (2014), Suramericano de la juventud en Perú (2018) y Panamericano escolar en Medellín (2019).
- Veleros: Es un lugar muy presto para la práctica de actividades en velero, pueden elegir a Barlovento para dar un tour guiado en el embalse de Tominé

### Artesanías
- Artesanías: Productos en lana virgen y acrílica, vasijas de barro.

### Sitios de interés
- Cementerio Indígena
- Embalse del Tominé
- Barlovento Travesías en Velero
- Embarcadero

- Museo Indígena
- Zona de Camping San Francisco
- Museo Religioso
- Iglesia de Nuestra Señora de los Dolores
- Volcán Cerro Montecillo